# 스파이더헤드
"스파이더헤드"(영어: Spiderhead)는 2022년 공개된 미국의 SF 스릴러 영화이다. 조지프 코신스키가 감독을 맡았으며, 조지 손더스의 소설 Escape from Spiderhead 가 영화의 원작이다.

### 주연
- 크리스 햄스워스 : 아베네스트 역
- 마일즈 텔러 : 제프 역
- 저니 스몰렛 : 리지 역
- 테스 호브리치 : 히스 역
- 앤지 밀리컨 : 사라 역

### 조연
- 네이단 존스 : 로건 역
- 찰스 파넬